# You Are Not Alone (album Mavis Staples)
You Are Not Alone è l'ottavo album in studio della cantante gospel e soul americano Mavis Staples, pubblicato il 14 settembre 2010 con l'etichetta ANTI-Records. Ha vinto il Grammy Award come miglior album americano alla 53ª edizione dei Grammy Awards.
Metacritic, che assegna una valutazione normalizzata su 100 alle recensioni dei critici mainstream, ha dato all'album un punteggio medio di 81, basato su 16 recensioni, che indica "il plauso universale".

## Tracce
1. Don't Knock – 2:30
2. You Are Not Alone – 3:57
3. Downward Road – 3:08
4. In Christ There Is No East or West – 3:36
5. Creep Along Moses – 2:57
6. Losing You – 2:52
7. I Belong to the Band – 3:31
8. Last Train – 4:29
9. Only the Lord Knows – 3:44
10. Wrote a Song for Everyone – 3:47
11. We're Gonna Make It – 3:27
12. Wonderful Savior – 2:05
13. Too Close/On My Way to Heaven – 5:10